# Memoriał Zbigniewa Raniszewskiego 1970

## Memoriał Zbigniewa Raniszewskiego 1970
XIV Memoriał Zbigniewa Raniszewskiego odbył się 13.10.1970 w Bydgoszczy. Zwyciężył Walerij Gordiejew ZSRR.

## Wyniki
- 13 października 1970, na stadionie w Bydgoszczy

| Msc. | Zawodnik          | Klub                 | Pkt |             |  |
| ---- | ----------------- | -------------------- | --- | ----------- |  |
| 1    | Walerij Gordiejew | ZSRR                 | 15  | (3,3,3,3,3) |  |
| 2    | Henryk Glücklich  | Polonia Bydgoszcz    | 14  | (3,3,3,3,2) |  |
| 3    | Stanisław Kasa    | Polonia Bydgoszcz    | 13  | (3,2,3,2,3) |  |
| 4    | Antoni Woryna     | ROW Rybnik           | 12  | (2,2,2,3,3) |  |
| 5    | Andrzej Wyglenda  | ROW Rybnik           | 9   | (d,3,3,2,1) |  |
| 6    | Paweł Waloszek    | Śląsk Świętochłowice | 9   | (2,1,2,2,2) |  |
| 7    | Wiktor Waloszek   | Śląsk Świętochłowice | 7   | (3,3,d,1,0) |  |
| 8    | Pavel Mares       | Czechosłowacja       | 7   | (1,2,d,3,1) |  |
| 9    | Benedykt Kosek    | Polonia Bydgoszcz    | 7   | (0,2,1,1,3) |  |
| 10   | Janusz Plewiński  | Stal Apator Toruń    | 7   | (1,1,1,2,2) |  |
| 11   | Jerzy Padewski    | Stal Gorzów          | 5   | (2,0,2,d,1) |  |
| 12   | Jan Klokočka      | Czechosłowacja       | 4   | (2,0,2,0,0) |  |
| 13   | Zdenek Majstr     | Czechosłowacja       | 4   | (0,1,0,1,2) |  |
| 14   | Beer              | Czechosłowacja       | 4   | (1,0,1,1,1) |  |
| 15   | Rajmund Świtała   | Polonia Bydgoszcz    | 2   | (1,0,1,0,0) |  |
| 16   | Jerzy Gryt        | ROW Rybnik           | 1   | (0,1,0,0,d) |  |